# ادگار رایتس
ادگار رایتس (آلمانی: Edgar Reitz؛ زادهٔ ۱۱ نوامبر ۱۹۳۲) کارگردان فیلم اهل آلمان است. او خداناباور است و در مونیخ زندگی می‌کند.
از فیلم‌ها یا مجموعه‌های تلویزیونی که وی در آن‌ها نقش داشته‌است، می‌توان به خیاطی از اولم اشاره نمود.